# Летилии
Лети́лии (лат. Laetilii) — древнеримский неименитый плебейский род в период поздней Республики и эпоху Империи, подавляющее большинство представителей которого известны исключительно благодаря эпиграфическим источникам. Среди наиболее выдающихся членов данного семейства можно выделить следующих личностей:
- Луций Летилий (ум. после 70 до н. э[1][2].), табелярий или курьер на Сицилии во время наместничества Гая Верреса (73—71 годы до н. э[1][3][2].);
- Гай Летилий, сын Марка, Апал (I в[4][5].), дуумвир совместно с единственным сыном Юбы II, Птолемеем[6], имя которого встречается на монетах Нового Карфагена или Гадеса[4][7][5];
- Луций Летилий (I—II вв[8].), имя, упомянутое в одной надписи из Далмации, которая датируется промежутком между 1 и 150 годом[9][8].